# بارني وايت
بارني وايت (بالإنجليزية: Barney White)‏ هو لاعب كرة قاعدة أمريكي، ولد في 25 يونيو 1923 في باريس في الولايات المتحدة، وتوفي في 24 يوليو 2002 في تايلر في الولايات المتحدة.

## وصلات خارجية
- بارني وايت على موقعبيزبول رفرنس.كوم (الدوري الرئيسي) (الإنجليزية)
- بارني وايت على موقعبيزبول رفرنس.كوم (الدوري الثانوي) (الإنجليزية)